# Stefano De Luca
Stefano de Luca (Paceco, 7 aprile 1942) è un politico italiano, ex presidente del Partito Liberale Italiano.

## Biografia

### Attività politica

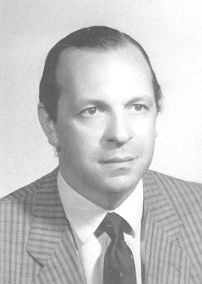
Stefano De Luca, deputato nella X legislatura

È stato più volte consigliere comunale e assessore al comune di Palermo.
Alle elezioni politiche del 1983 viene eletto alla Camera dei deputati con il Partito Liberale Italiano nella circoscrizione della Sicilia occidentale, venendo poi confermato anche alle successive elezioni del 1987 e del 1992.
È stato sottosegretario di stato al Ministero delle finanze dal 1987 al 1994 sotto i governi Goria, De Mita, Andreotti VI e VII, Amato e Ciampi.
Alle elezioni europee di giugno 1994 viene eletto europarlamentare tra le liste di Forza Italia per la circoscrizione Italia Insulare, in seguito ad un accordo di ospitalità tra detto partito e i liberali dell'Unione di Centro.
Nel 1997 è stato eletto Segretario del ricostituito Partito Liberale Italiano, carica ricoperta fino al 2014, anno in cui ha assunto la carica di Presidente Nazionale del medesimo Partito, quindi aderisce al Gruppo del Partito Europeo dei Liberali Democratici e Riformatori.
Alle elezioni politiche del 2008, il PLI si è presentato autonomamente con proprie liste in tutte le circoscrizioni d'Italia, stipulando un accordo con alcuni soggetti minori (Polo Civico di Centro, Unione Cattolica Italiana), con la candidatura a premier di Stefano de Luca, ma raccogliendo lo 0,28% dei voti alla Camera e lo 0,31% al Senato.
È direttore dell'organo ufficiale del Partito Liberale Italiano, Rivoluzione Liberale.
Alle elezioni politiche del 2018 viene candidato per il PLI al Senato della Repubblica, nella circoscrizione Campania come capolista per la Lega - Salvini Premier nel collegio plurinominale 3.
Il 31 luglio 2022, in vista delle elezioni politiche anticipate, De Luca viene sfiduciato come presidente del partito dal Consiglio nazionale, assieme al co-segretario Nicola Fortuna, reo di aver voluto instaurare un'alleanza con Azione di Carlo Calenda, venendo sostituito ad interim da Francesco Pasquali. Tale decisione viene tuttavia contestata da De Luca, che avvia una battaglia legale dichiarandosi legittimo rappresentante del PLI. Nel luglio 2025 il tribunale di Roma diffida Sorcinelli e Pasquali dall'uso del simbolo e del nome del partito, dichiarando come legittimi rappresentanti Stefano De Luca e Grazio Trufolo, eletti dal congresso del PLI nei giorni precedenti.